# Maria Josefa de Silva-Bazán
María Josefa de Silva-Bazán y Téllez Girón cunoscută și ca María Josefa de Bazán (n. 2 noiembrie 1820 - d. 30 iulie 1874), a fost a III-a contesă de Osilo, marchiză de Bazán, doamnă a ordinului „Orden de las Damas Nobles de la Reina María Luisa”, fiica marchizului José Gabriel de Silva-Bazán, nepoată a lui Pedro de Alcantara Téllez-Girón y Pacheco, al IX-lea Duce de Osuna și a Mariei Josefa de la Soledad Alfonso-Pimentel de Borja Zúniga Enríquez Poncede León, a XII-a Ducesă de Arcos, Ducesă de Benavente. În 17 mai 1863 regina Isabela a II–a a Spaniei i-a aprobat utilizarea în Spania a titlului italian de contesă titulară de Osilo. Dealungul vieții a fost căsătorită de mai multe ori, unul dintre soții ei a fost contele János de Szilágyi-Oaș cu care a avut un fiu care se numea tot János.